# Ralf Feldotto
Ralf Feldotto (* 6. Oktober 1965 in Beckum) ist ein Brigadegeneral des Heeres der Bundeswehr und seit April 2023 Militärischer Vizepräsident des Bundesamts für den Militärischen Abschirmdienst in Köln.

## Leben

### Ausbildung und erste Verwendungen
Feldotto trat am 1. Oktober 1986 in die Bundeswehr ein und absolvierte bis 1988 als Reserveoffizieranwärter die Ausbildung zum Reserveoffizier beim Panzergrenadierbataillon 192 in Ahlen. Nach dem Wechsel der Laufbahn durchlief er als Offizieranwärter die Offizierausbildung zum Offizier des Truppendienstes. Anschließend erfolgten ab mehrere Verwendungen als Zugführer im Jägerbataillon 531 in Ahlen, im Panzergrenadierbataillon 192 in Ahlen und im Fallschirmjägerbataillon 263 in Saarlouis. Als einer der wenigen Offiziere des Truppendienstes und Generale absolvierte Feldotto kein Studium an einer Universität der Bundeswehr. Ab 1995 war er Jugend- und Presseoffizier bei der 5. Panzerdivision mit Dienstort in Trier, ab 1996 Kompaniechef der 3. Kompanie und ab 1998 der 2. Kompanie des Fallschirmjägerbataillons 263 in Zweibrücken.

### Dienst als Stabsoffizier
Von 2000 bis 2002 absolvierte Feldotto den 43. Generalstabslehrgang Heer an der Führungsakademie der Bundeswehr in Hamburg, wo er zum Offizier im Generalstabsdienst ausgebildet wurde. Anschließend war er als G3 Operationsführung im Kommando Spezialkräfte in Calw eingesetzt und ab 2004 als G2 Op in der Abteilung G2 (Militärisches Nachrichtenwesen) im Heeresführungskommando in Koblenz. Von 2006 bis 2008 war Feldotto Bataillonskommandeur des Fallschirmjägerbataillons 313 in Varel bzw. nach dessen Verlegung in Seedorf. Danach wurde er 2008 Referent im Führungsstab der Streitkräfte im Bundesministerium der Verteidigung, Stabsabteilung II, Referat 3 (Grundsatz Militärisches Nachrichtenwesen im Einsatz) an den Dienstorten Bonn und Berlin und war von 2008 bis 2010 Sachgebietsleiter für Militärische Auswertung von Afghanistan und der Taliban im Bundesnachrichtendienst in Berlin. Anschließend wurde er Abteilungsleiter G2 der Division Spezielle Operationen in Stadtallendorf bzw., nach deren Umgliederung und Umbenennung, ab 2014 der Division Schnelle Kräfte. Von 2015 bis 2017 war Feldotto in der Intelligence Production Unit (IPU) der NATO Branch Head für die Ostflanke, CIS und China im NATO-Hauptquartier in Brüssel, Belgien. Danach kehrte er als Leiter des Führungsinformationszentrums (FIZ) zum Bundesnachrichtendienst nach Berlin zurück und wurde 2021 Referatsleiter SE I 3 (Krisenfrüherkennung; Sicherheits- und Bedrohungsbeurteilung weltweit; Steuerung Nachrichtenmanagement und Aufklärung) im Bundesministerium der Verteidigung in Berlin. In dieser Dienststellung trat er mehrmals im Bundeswehr-Podcast „Nachgefragt“ auf. Feldottos Nachfolger wurde Oberst i. G. Jörg Tölke.

### Dienst als General
Seit April 2023 ist Feldotto Militärischer Vizepräsident des Bundesamts für den Militärischen Abschirmdienst. Im Juli 2023 erfolgte die Ernennung zum Brigadegeneral.

### Auslandseinsätze
- 1993: UNOSOM, Somalia (Deutscher Unterstützungsverband Somalia)
- 1995: UNPF/IFOR, Ex-Jugoslawien
- 2003: Operation Enduring Freedom, Afghanistan
- 2004/2005: ISAF, Afghanistan
- 2007: ISAF, Afghanistan
- 2015: Resolute Support Afghanistan

### Auszeichnungen
- Ehrenkreuz der Bundeswehr in Gold und Silber
- Einsatzmedaillen der Bundeswehr SOM, IFOR, OEF, ISAF, RS
- NATO-Medaille former Yugoslavia, Non-Article 5, ISAF und Operation Resolute Support-Afghanistan
- UN-Medaille UNOSOM (United Nations Operation in Somalia) und UNPROFOR (The United Nations Protection Force)
- United States Meritorious Service Medal
- Combat Infantryman Badge

## Privates
Feldotto ist verheiratet und hat fünf Kinder.